# Filip Misolic
Filip Misolic (Graz, 8 augustus 2001) is een Oostenrijks tennisser.

## Carrière
Misolic maakte zijn debuut in 2021 en won zijn eerste challenger in 2022. Hij behaalde in 2022 ook zijn eerste ATP-finale na een wildcard te hebben gekregen op de ATP Kitzbühel, hij werd in twee sets verslagen door de Spanjaard Roberto Bautista Agut.

## Palmares
| Legenda                       | Legenda               |
| ----------------------------- | --------------------- |
| Grand Slam                    |                       |
| Olympische Spelen             |                       |
| tot 2009                      | vanaf 2009            |
| Tennis Masters Cup            | ATP Finals            |
| ATP Masters Series            | ATP Tour Masters 1000 |
| ATP International Series Gold | ATP Tour 500          |
| ATP International Series      | ATP Tour 250          |

### Enkelspel
| Nr.                             | Datum         | Toernooi             | Ondergrond | Tegenstander in finale | Score         | Details |
| ------------------------------- | ------------- | -------------------- | ---------- | ---------------------- | ------------- | ------- |
| gewonnen finales herenenkelspel |               |                      |            |                        |               |         |
| verloren finales herenenkelspel |               |                      |            |                        |               |         |
| 1.                              | 31 juli 2022  | ATP Kitzbühel        | Gravel     | Roberto Bautista Agut  | 2-6, 2-6      | details |
| gewonnen challengers            |               |                      |            |                        |               |         |
| 1.                              | 14 mei 2022   | Zagreb               | Gravel     | Mili Poljičak          | 6-3, 7-6      |         |
| 2.                              | 23 april 2023 | Roseto degli Abruzzi | Gravel     | Raphaël Collignon      | 4-6, 7-5, 6-7 |         |